# Urup
Urup (en ruso: Уруп, Urup; y en japonés: ウルプ, Uruppu) es una isla que pertenece al archipiélago de las islas Kuriles, en cuyo contexto se sitúa en la zona meridional. Tiene una superficie de 1450 km².

## Geografía
La isla de Urup se encuentra entre las coordenadas geográficas siguientes:
- latitud: 45°34' y 46°13' N,
- longitud: 149°25' y 150°34' E,
- máxima altitud: 1426 m s. n. m.

Al noreste se encuentran las dos islas Chernie Bratia, Chirpoy y Brat Chirpoyev, separadas por el estrecho de Urup, y al suroeste la isla Iturup, por el estrecho de Vries. 

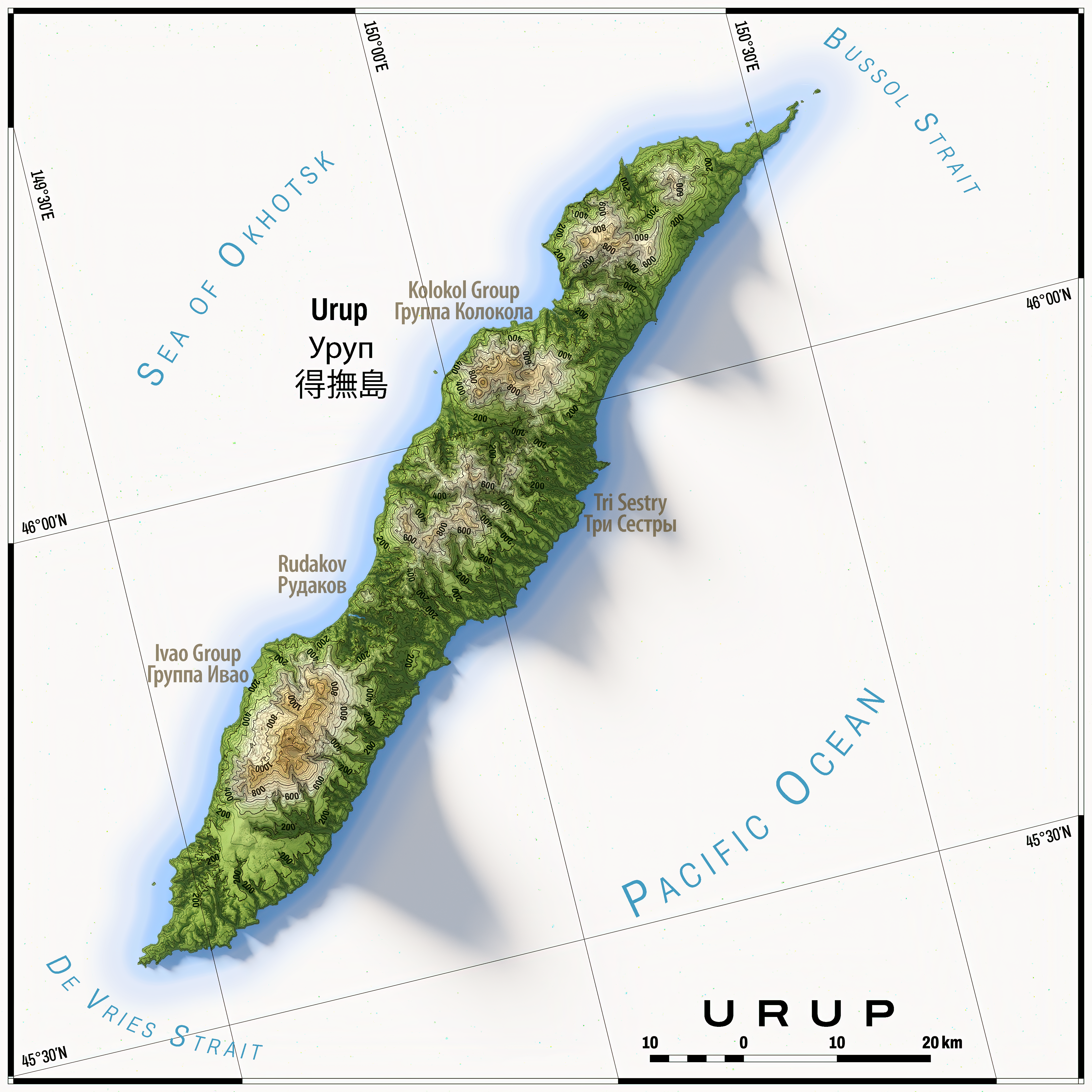
Mapa de la isla Urup

Administrativamente es controlada por el óblast de Sajalín.

## Historia
La isla de Urup fue designada como la isla meridional de Rusia y fronteriza con Japón en el archipiélago de las Kuriles entre las entidades de Japón y Rusia tras el tratado bilateral de ambos, el Tratado de Shimoda de 1855. De tal modo, según la versión rusa en la que defendieron tener presencia en la zona, el límite entre islas sería con Urup como isla más meridional rusa y Etorofu como isla más septentrional japonesa.
Sin embargo, el mismo año de 1855, las fragatas francesa y británica Sybille y  Pique, que monitorizaban la flota rusa en el Pacífico desde Sajalín, atacaron la isla de Urup a finales de agosto. En el informe del comandante Nicholson, capitán del Pique indicó que encontraron 40 residentes que calificó como nativos ainu, no habiendo ningún ruso entre ellos. El capitán franco-croata de la Sybille, Louis Alexandre Amédée Simonet de Maisonneuve (1809-1879), sí indicó la incautación de 3 cañones y una carta naval escrita en ruso, además de tomar posesión de la isla.

#### Anexión de Urup por Gran Bretaña
Para los entusiastas intrigados por sucesos históricos poco convencionales, cabe destacar que Gran Bretaña y Francia tuvieron en su día intereses territoriales en la región. En 1855, durante la Guerra de Crimea (1853-56), ambas naciones dieron el notable paso de anexionarse Urup, una de las islas Kuriles más grandes, como parte de su política agresiva contra los asentamientos rusos. Esta estrategia consistía en atacar a los rusos dondequiera que se encontraran, y el océano Pacífico sirvió de escenario destacado para estas operaciones.
Al comienzo de la guerra, ambos bandos estaban ansiosos por asegurar sus posiciones respecto a Japón, lo que condujo a acuerdos con la Convención Anglo-Japonesa del 14 de octubre de 1854. Este acuerdo permitía a los barcos británicos el acceso a los puertos de Nagasaki y Hakodate, en Hokkaido, para reparaciones, agua dulce, provisiones y otros suministros. Esta ventaja estratégica permitió a los aliados utilizar estos puertos como bases para lanzar ataques contra los asentamientos rusos en el noroeste del Pacífico. Esto era especialmente ventajoso, dado que su base más próxima estaba en Hong Kong.
Simultáneamente, los rusos buscaban derechos en los puertos japoneses para sus propios barcos y pretendían delimitar la frontera entre las dos naciones en las Kuriles. El Tratado de Shimoda, firmado el 7 de febrero de 1855, lo consiguió al establecer la frontera entre la isla japonesa de Iturup y la isla rusa de Urup.
El contralmirante Sir J. Stirling, comandante en jefe naval en la Estación China, negoció estos acuerdos y se enteró de la conclusión del Tratado de Shimoda. Para evitar situaciones embarazosas, recabó información sobre sus disposiciones para planificar operaciones sobre los asentamientos rusos en las Kuriles. En consecuencia, se inició un ataque sobre Urup, con el objetivo de reducir un asentamiento ruso del que se tenía noticia y establecer una base naval más firmemente bajo control aliado que las accesibles en Japón.
La isla de Urup, en aquella época, estaba habitada por ainus, con unos pocos residentes rusos y aleutianos que trabajaban para la compañía ruso-estadounidense. Esta compañía, responsable del territorio ruso de Alaska y de las actividades de comercio de pieles en las Kuriles y la costa pacífica de Siberia, compartía intereses con la Hudson's Bay Company. Una reunión en Londres llevó a ambas compañías a persuadir a sus respectivos gobiernos para que acordaran un pacto de neutralidad en relación con sus asentamientos en Norteamérica, lo que dio como resultado que los británicos se abstuvieran de atacar Alaska durante la Guerra de Crimea.
Las operaciones navales aliadas en el Pacífico durante la Guerra de Crimea se caracterizaron por episodios poco gloriosos y a menudo farsescos, destacando como incidente especialmente curioso la anexión formal de Urup. El principal asentamiento ruso en la isla era Tavano, adonde llegó una fuerza anglo-francesa a finales de agosto de 1855, liderada por el HMS Pique y el Sybille francés. La decisión de asignar al capitán F. W. E. Nicolson a esta misión fue potencialmente desafortunada, teniendo en cuenta su papel en el asalto franco-británico del año anterior a Petropavlovsk, Kamchatka.
Al llegar a Urup el 26 de agosto, los barcos tardaron en hacer puerto debido a la espesa niebla y a los vientos cambiantes. Nicolson, al encontrar el puerto demasiado pequeño, ancló en las afueras y describió el pueblo como formado por casas de madera y almacenes utilizados por los rusos, junto con cabañas ocupadas por nativos. A pesar de la ausencia de rusos, los residentes locales aseguraron a Nicolson su partida antes de la llegada de los aliados, lo que dedujo de las cruces de los cementerios que indicaban una presencia rusa anterior.
Nicolson, enérgico y minucioso, inició un levantamiento hidrográfico, ordenó observaciones topográficas y dio nombre a puntos prominentes. El acontecimiento central de su estancia en Urup fue la anexión el 2 de septiembre de 1855. Los detalles de los procedimientos, conservados en el despacho de Nicolson, destacaban la declaración de los aliados de que Rusia estaba privada de sus derechos y la solemne toma de posesión de Urup, una isla cedida por Japón al emperador ruso en el último tratado entre ambas naciones.
La ceremonia de anexión incluyó presentaciones de armas, izado de banderas y salvas, y a continuación se quemaron los almacenes y se destruyó la batería. Los aliados abandonaron Urup al día siguiente debido a la niebla, dando por concluidas sus operaciones en el Pacífico durante la temporada de 1855. El Tratado de París de 1856 devolvió todos los territorios ocupados a los rusos, poniendo fin al breve periodo de Urup como parte de los imperios coloniales británico y francés.
Reflexionando sobre este episodio histórico, es concebible que la insistencia de Stirling en una anexión real fuera innecesaria, dado el abrumador poderío marítimo aliado. Sin embargo, es posible que buscara logros concretos para desviar la culpa de los fracasos en otras operaciones de 1855. Aunque la anexión fue recibida con críticas en el Almirantazgo, el Parlamento y la prensa, el reconocimiento detallado y la eliminación de la presencia rusa fueron operaciones sensatas en preparación de posibles planes en 1856. La instrucción de Stirling de tomar posesión pudo haber sido malinterpretada por el testarudo Nicolson, dando lugar a una ceremonia que, aunque gilbertiana y posiblemente elevadora de la moral, consiguió poco más allá de proporcionar entretenimiento a los lugareños (Stephan, cit. opt.).

#### Tratado de París
El Tratado de París del año siguiente devolvió la posesión legal de la isla al Imperio ruso, que la mantendría 19 años hasta que en la firma del nuevo tratado ruso-japonés, el Tratado de San Petersburgo de 1875, dio posesión del archipiélago completo a Japón, quedando la frontera rusa en la zona en la costa de la península de Kamchatka, mientras que Japón controlaría todas las islas.
En 1945, la Unión Soviética rompió el Pacto de Neutralidad soviético-japonés y comenzó la operación Tormenta de Agosto, invadiendo muchos territorios imperiales japoneses, pero también el archipiélago de las Kuriles completo, cuando gran parte de él ya era dominado por Japón antes de su etapa imperial.
Desde el comienzo de las negociaciones soviético-japonesas primero y ruso-japonesas después para la recuperación de lo que Japón llama Territorios del Norte, que se corresponden con las Kuriles meridionales, Urup no se encuentra en las reclamaciones japonesas, pues estas llegan hasta la isla de Iturup, volviendo a la frontera ruso-japonesa de 1855.